# Acer 'Warrenred'
Acer 'Warrenred é uma espécie de árvore do gênero Acer, pertencente à família Aceraceae.